# クングストレードゴーデン駅
クングストレードゴーデン駅（クングストレードゴーデンえき、スウェーデン語: Kungsträdgården）は、ストックホルム地下鉄の鉄道駅である。王立公園駅とも。
駅名は、東隣にあるクングストレードゴーデン（王立公園）にちなむ。

## 概要
10号線 (en:Line 10 (Stockholm metro)) および11号線 (en:Line 11 (Stockholm metro)) で構成されるブルーライン (sv:Blå linjen (Stockholms tunnelbana)) の東端に位置するターミナル駅である。西隣の駅は、10号線、11号線のいずれの場合でも、テー・セントラーレン駅 (en:T-Centralen) である。
駅は、1977年に完成され、同年10月30日に開業された。駅舎は、およそ1億8000万年前のストックホルム花こう岩を用いて構築された。プラットフォームは、海面下およそ29.3メートル、地盤面下およそ34メートルのところに位置している。

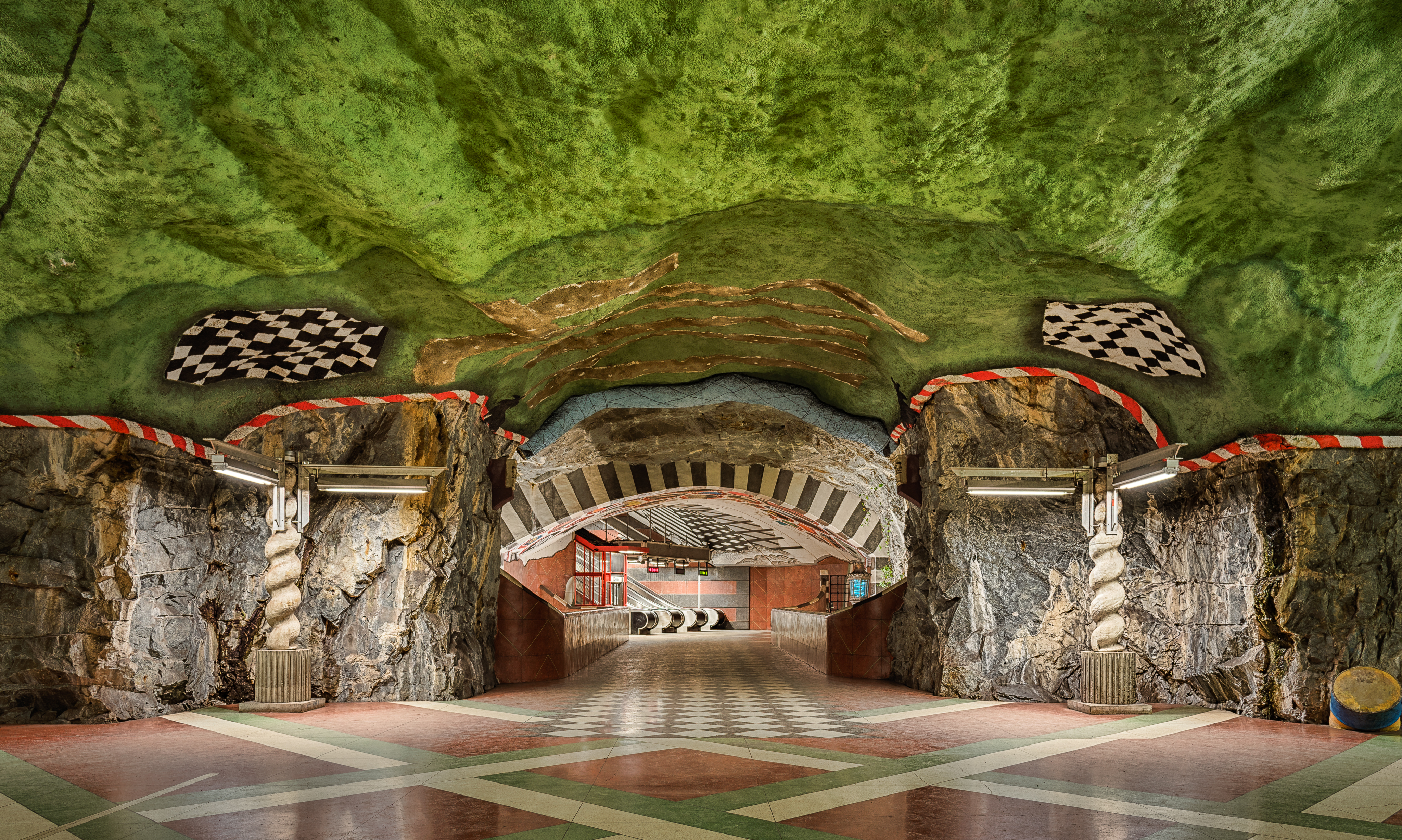
内部

芸術家のウルリク・サミュエルソン (sv:Ulrik Samuelson) によって設計された。サミュエルソンは、王立公園に建っていたデ・ラ・ガーディエ (en:De la Gardie) の宮殿、マカロス宮殿 (en:Makalös) の他に、ストックホルムの郊外の歴史をモチーフに、地下の洞窟庭園をイメージしてデザインした。
駅には、1950年代から1960年代にかけてストックホルムの中心部が再開発されたときに実際に発見された遺物が展示されている。洞窟で生息する Lessertia dentichelis と呼ばれるクモがいる場所は、北欧ではこの駅に限られる。

## 周辺

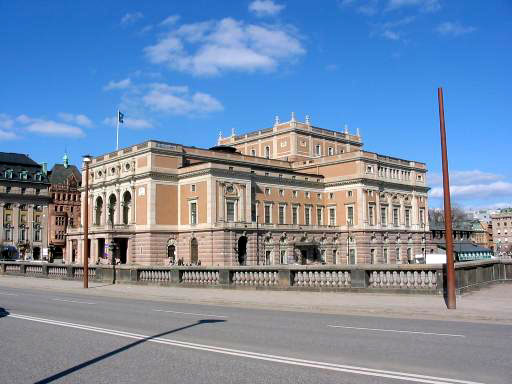
スウェーデン王立歌劇場

南へおよそ150メートルほど行ったところに、ノール運河 (en:Norrström) がある。南へおよそ300メートルほど行ったところに、ガムラスタンがある。北東へおよそ150メートルほど行ったところに、ベルツェリー公園 (en:Berzelii Park) がある。
西へおよそ120メートルほど行ったところに、スウェーデン王立歌劇場や聖ヤコブ教会 (sv:Jacobs kyrka) がある。北へおよそ130メートルほど行ったところに、聖ユージニア教会 (en:St. Eugenia's Church (Stockholm)) がある。